# Unione Sportiva Biellese 1925-1926
Questa voce raccoglie le informazioni riguardanti l'Unione Sportiva Biellese nelle competizioni ufficiali della stagione 1925-1926.

## Rosa
| N. |                   | Ruolo | Calciatore          |
| -- | ----------------- | ----- | ------------------- |
|    | Italia (bandiera) | P     | Giovanni Costa      |
|    | Italia (bandiera) | D     | Luigi Roasio II     |
|    | Italia (bandiera) | D     | Candido Finotto I   |
|    | Italia (bandiera) | C     | Zeffirino Paulinich |
|    | Italia (bandiera) | C     | Emanuele Scaramuzzi |
|    | Italia (bandiera) | C     | Lino Mosca          |
|    | Italia (bandiera) | C     | Aldo Blotto Baldo   |
|    | Italia (bandiera) | C     | Secondo Finotto II  |

| N. |                    | Ruolo | Calciatore             |
| -- | ------------------ | ----- | ---------------------- |
|    | Italia (bandiera)  | C     | Domenico Greppi        |
|    | Italia (bandiera)  | A     | Corrado Guglielminotti |
|    | Italia (bandiera)  | A     | Alessandro Roasio I    |
|    | Austria (bandiera) | A     | Josef Liebhardt        |
|    | Italia (bandiera)  | A     | Giuseppe Seccatore     |
|    | Italia (bandiera)  | A     | Vincenzo Chiabotto     |
|    | Italia (bandiera)  | A     | Severino Tibi          |
|    | Austria (bandiera) | A     | Ferdinand Schachinger  |

## Risultati

### Seconda Divisione

#### Girone A

##### Girone di andata
| 4 ottobre 1925 1ª giornata |  | – Turno di riposo |  |  |

| Vercelli 11 ottobre 1925 2ª giornata | Vercellesi Erranti | 1 – 3 referto | Biellese |  |

| Biella 18 ottobre 1925 3ª giornata | Biellese | 0 – 2 referto | Derthona | Campo Sportivo Rivetti |

| Biella 25 ottobre 1925 4ª giornata | Biellese | 1 – 0 referto | Canottieri Lecco | Campo Sportivo Rivetti |

| Lodi 15 novembre 1925 5ª giornata | Fanfulla | 2 – 2 referto | Biellese |  |

| Monza 22 novembre 1925 6ª giornata | Monza | 2 – 2 referto | Biellese |  |

| Biella 29 novembre 1925 7ª giornata | Biellese | 5 – 0 referto | Atalanta | Campo Sportivo Rivetti |

| Biella 6 dicembre 1925 8ª giornata | Biellese | 5 – 0 referto | Pro Patria | Campo Sportivo Rivetti |

| Milano 13 dicembre 1925 9ª giornata | US Milanese | 0 – 0 referto | Biellese |  |

| Milano 14 febbraio 1926 10ª giornata | Juventus Italia | 0 – 1 referto | Biellese |  |

| Biella 3 gennaio 1926 11ª giornata | Biellese | 2 – 0 referto | Como | Campo Sportivo Rivetti |

##### Girone di ritorno
| 28 febbraio 1926 12ª giornata |  | – Turno di riposo |  |  |

| Biella 7 marzo 1926 13ª giornata | Biellese | 5 – 0 | Vercellesi Erranti | Campo Sportivo Rivetti |

| Tortona 14 marzo 1926 14ª giornata | Derthona | 1 – 0 referto | Biellese |  |

| Lecco 28 marzo 1926 15ª giornata | Canottieri Lecco | 1 – 1 referto | Biellese |  |

| Biella 4 aprile 1926 16ª giornata | Biellese | 4 – 1 referto | Fanfulla | Campo Sportivo Rivetti |

| Biella 11 aprile 1926 17ª giornata | Biellese | 2 – 1 referto | Monza | Campo Sportivo Rivetti |

| Bergamo 2 maggio 1926 18ª giornata | Atalanta | 1 – 0 referto | Biellese |  |

| Busto Arsizio 16 maggio 1926 19ª giornata | Pro Patria | 0 – 0 referto | Biellese |  |

| Biella 20 giugno 1926 20ª giornata | Biellese | 4 – 3 referto | US Milanese | Campo Sportivo Rivetti |

| Biella 27 giugno 1926 21ª giornata | Biellese | 5 – 0 referto | Juventus Italia | Campo Sportivo Rivetti |

| Como 18 luglio 1926 22ª giornata | Como | 2 – 5 referto | Biellese | Campo di Via dei Mille |